# Muscolo cremastere
Il muscolo cremastere, nell'anatomia umana, è un muscolo scheletrico che ricopre i testicoli. Nonostante sia striato, normalmente non è sotto il controllo volontario.
Si sviluppa pienamente solamente negli uomini, mentre nelle donne si osservano solo alcune anse muscolari attorno al legamento rotondo dell'utero.
È formato da fascetti carnosi che si trovano nel canale inguinale e nello scroto fra gli strati interni ed esterni della fascia spermatica, circondando i testicoli e il funicolo spermatico. È un muscolo bilaterale, estensione del muscolo obliquo interno addominale; si origina anche dal tubercolo pubico e dal legamento inguinale, per poi arrivare al funicolo spermatico. Riceve la sua innervazione dalla ramificazione genitale del nervo genitofemorale (vedi anche riflesso cremasterico).
La sua funzione è quella di sollevare e abbassare lo scroto influendo sulla regolazione della temperatura dei testicoli in favore della spermatogenesi. Così, in ambienti freschi, il cremastere raccoglie i testicoli in vicinanza del corpo riducendo la perdita di calore, mentre con un clima caldo, rilassandosi, si distanzia dal calore prodotto dal corpo umano, permettendo un significativo abbassamento della temperatura. Questa funzione è importante poiché permette una corretta gametogenesi, che avviene a una temperatura inferiore di alcuni gradi a quella normale del corpo.
Per le professioni esercitate in prossimità di fonti di calore (per esempio addetti alle fonderie, soffiatori di vetro, cuochi, panettieri) l'innalzamento della temperatura è un fattore di rischio lavorativo che può portare ad alterazioni della spermatogenesi e riduzione della fertilità.
Altro fattore di rischio è la resezione chirurgica del muscolo cremastere che viene effettuata nel corso di interventi di ernioplastica, nelle tradizionali tecniche chirurgiche a cielo aperto. La resezione, benché possa avere solo modeste o nulle conseguenze sulla fertilità del paziente, comporta la paralisi della motilità del testicolo nei cambiamenti di temperatura e, soprattutto, durante l'atto sessuale, con conseguenti possibili ripercussioni psicologiche sulla vita sessuale dei pazienti meno anziani. Inoltre, la posizione del testicolo, privo del sostegno, si abbassa di qualche centimetro rispetto alla posizione naturale. La tecnica laparoscopica non ne prevede invece la resezione.
Per muscolo cremastere interno si intende un addensamento di fascetti di muscolatura liscia, particolarmente concentrati intorno alle testicolari e al dotto deferente, all’interno del funicolo spermatico; per questo spesso riferendosi al muscolo cremastere (volontario, muscolatura striata) si parla di muscolo cremastere esterno.